# Dặm Ả Rập
Dặm Ả Rập (tiếng Ả Rập: الميل, al-mīl) là một đơn vị Ả Rập đo chiều dài trong lịch sử. Chiều dài chính xác của nó bị tranh cãi, nằm giữa 1,8 và 2,0 km. Nó được sử dụng bởi các nhà địa lý và thiên văn học thời trung cổ Ả Rập. Tiền thân của hải lý hiện đại, nó mở rộng cho dặm Anh để phù hợp với xấp xỉ thiên văn trong 1 phút của một vòng cung vĩ độ được đo dọc theo kinh tuyến bắc-nam. Khoảng cách giữa hai cây cột có vĩ độ khác nhau 1 độ theo hướng bắc-nam được đo bằng các chốt ngắm dọc theo mặt phẳng sa mạc phẳng.
Có 4000 cubit trong một dặm Ả Rập. Nếu al-Farghani sử dụng cubit hợp pháp làm đơn vị đo lường của mình, thì một dặm Ả Rập dài 1995 mét. Nếu ông sử dụng khối khảo sát của al-Ma'mun, thì nó dài 1925 mét hoặc 1,04 hải lý hiện đại.
Trong thời kỳ Umayyad (661 Tiết750), "dặm Umayyad" tương đương với 2.285 mét (7.497 ft) hoặc hơn hai km một chút, tương đương khoảng 2 dặm Kinh Thánh, cho mỗi dặm Umayyad.

## Đơn vị đo của Al-Ma'mun
Khoảng 8h30 AD, Caliph Al-Ma'mun ủy nhiệm một nhóm các nhà thiên văn học và nhà địa lý Hồi giáo để đo khoảng cách từ Tadmur (Palmyra) đến Raqqa, ở Syria hiện nay. Họ phát hiện ra các thành phố được ngăn cách bởi một mức độ vĩ độ và vòng cung kinh tuyến khoảng cách giữa chúng là 66 dặm và do đó tính chu vi của Trái đất là 24.000 dặm.
Một ước tính được đưa ra bởi các nhà thiên văn của ông là 56 dặm Ả Rập (111,8 km mỗi độ), tương ứng với chu vi 40.248 km, rất gần với các giá trị hiện đại của 111.3 km mỗi độ và chu vi 40.068 km, tương ứng.